# 聞くに聞けない歯周病治療100
『聞くに聞けない歯周病治療100』（きくにきけないししゅうびょうちりょう100）は、歯科医師であり歯学博士である若林健史総監修、日本大学松戸歯学部歯周治療学講座教授小方頼昌監修による歯周病治療に関する書籍。デンタルダイヤモンド社より2018年3月発行。A4判・176頁・オールカラー。編集委員：鎌田征之、稲垣伸彦。

## 概要
サブタイトルにある『「聞かぬは一生の恥」とならないための全100項目を解説！』の通り歯周病治療の100項目を約60名の専門家が端的にまとめて解説した専門書籍。
現時点での歯周治療が整理され、基礎から応用の入り口まで、この本を手元に置いて、歯周病治療の際に指針となる本（現場歯科医師のコメント）。多くの歯科大学で教育や研究、治療にたずさわっている歯周病科の教授や講師、また歯周病専門医、認定医として現場で直接患者の治療にあたっている開業歯科医師、歯科衛生士が治療現場からの視点で書かれた本。
2018年5月1日に重版された。

## 内容

### 1章 解剖・組織
- 付着とは何か？ その種類は？（小方頼昌）
- 歯肉退縮の種類（目澤　優）　他

### 2章 診査・診断
- 初診時の診査項目（若松尚吾）
- プロービングはなぜ必要か（稲垣伸彦）
- 検査結果を患者に説明するカウンセリング（若林健史）　他

### 3章 歯周基本治療
- 患者に合わせたTBIのコツ（東 裕美）
- 電動歯ブラシを好む患者への指導（塩浦有紀）
- 歯石はいつ取るのか（中島啓介）
- 自然挺出の促し方（斎田寛之）
- LOTによる骨欠損の改善（斎田寛之）
- 治療用義歯を用いた咬合の安定確保（鎌田征之）　他

### 4章 再評価
- 再評価で何をみるのか（梅田 誠）
- 再評価時に変化がない場合、どう対応するか（梅田 誠）　他

### 5章 歯周外科
- 歯周外科で何を治せるのか（申 基喆）
- 骨整形と骨切除（酒井和人）
- 根面被覆（石川 聡）
- 歯周外科後の歯周パックは必要か（山脇史寛）
- 歯周外科直後の注意事項（稲垣伸彦）
- 抜糸のタイミング（林 直也）　他

### 6章 メインテナンス・SPT
- メインテナンスで何をみるのか（沼部幸博）
- メインテナンスとSPTの違い（沼部幸博）
- 患者の心を動かすことの大切さを実感した症例（下條美穂子）　他

### 7章 全身疾患など
- 治りが悪い患者への歯周治療（村井 治・八重柏 隆）
- 血が止まりにくい患者への歯周治療（小方頼昌）　他

### コラム
- 歯周病とアンチエイジング：若林健史
- 歯周基本治療とSPTの主役：鎌田征之
- 歯周病との長い戦い：稲垣信彦
- 「歯周病検査は必用ない」という誤解：小方頼昌

## 書籍情報
- 『聞くに聞けない歯周病治療100』デンタルダイヤモンド社。ISBN 4885103983